# The Next Karate Kid
The Next Karate Kid is een Amerikaanse dramatische martialartsfilm uit 1994 van regisseur Christopher Cain. Het is het derde vervolg op The Karate Kid (1984) en het eerste deel zonder Ralph Macchio in de hoofdrol. In plaats van hem speelde Hilary Swank in The Next Karate Kid haar eerste hoofdrol. Pat Morita is in deze film wel weer aanwezig in zijn rol van Kesuke Miyagi.

## Verhaal
Tijdens een herdenking voor Japanse oud-strijders in de Tweede Wereldoorlog ontmoet Kesuke Miyagi (Pat Morita) de weduwe van zijn vroegere commandant Jack Pierce, Louisa (Constance Towers). Later ontmoet hij ook haar kleindochter Julie (Hilary Swank). Het meisje is verbitterd en erg op zichzelf sinds haar ouders omkwamen bij een auto-ongeluk. Ze kan eigenlijk met niemand overweg, alleen met de adelaar  Angel, die ze in het geheim verzorgt op het dak van haar school.
Miyagi wil het meisje helpen en neemt haar grootmoeder aan om wat in zijn tuin te fröbelen, wat puur als excuus geldt om contact te onderhouden. Hij leert Julie om te gaan met haar leven door samen met haar te oefenen in karate en levenswijsheden uit het boeddhisme te vertellen. Hij neemt haar tevens mee naar een boeddhistisch klooster voor haar training. Miyagi leert Julie ook dansen als voorbereiding op haar aankomende eindexamenfeest.
In de climax van de film moet Julie haar nieuwe talenten gebruiken om Ned, een pestkop van haar school die karate heeft geleerd van een zekere Colonel Dugan, te verslaan. Miyagi verslaat op zijn beurt Colonel Dugan en leert zijn leerlingen dat Dugans trainingsmethodes verkeerd zijn.

## Rolverdeling
| Acteur                   | Personage                                                 |
| ------------------------ | --------------------------------------------------------- |
| Pat Morita               | Staff Sergeant Keisuke Miyagi (als Noriyuki "Pat" Morita) |
| Hilary Swank             | Julie Pierce                                              |
| Michael Ironside         | Kolonel Dugan                                             |
| Constance Towers         | Louisa Pierce                                             |
| Chris Conrad             | Eric McGowen                                              |
| Michael Cavalieri        | Ned                                                       |
| Walton Goggins           | Charlie (als Walt Goggins)                                |
| Arsenio 'Sonny' Trinidad | Abbot (als Arsenio Trinidad)                              |
| Seth Sakai               | Boeddhistische monnik                                     |
| Jim Ishida               | Lange monnik                                              |
| Rodney Kageyama          | Monnik                                                    |

## Achtergrond
De reden dat Ralph Macchio niet meer meespeelt in deze film als Daniel LaRusso is omdat hij, toen de film werd opgenomen reeds 33 was, en dus niet meer in staat om een “jonge leerling” van Miyagi te spelen. Hilary Swank was 20 jaar toen de film werd gemaakt.
De binnen- en buitenscènes van de middelbare school werden opgenomen op de campus van de Brookline High School, behalve de scène in het gymnasium. Deze werd opgenomen bij de Tufts-universiteit. Andere scènes werden onder andere opgenomen in Boston en Newton.
De eerste drie films speelden zich af in Los Angeles, deze film in Boston.
John G. Avildsen, de regisseur van de eerste drie Karate Kid-films, sloeg het aanbod om deze film te regisseren af voor 8 Seconds.
De film werd met gemengde reacties ontvangen. Vooral critici gaven de film een nog slechtere beoordeling dan de derde Karate Kid-film. De film was qua opbrengst de minst succesvolle van de filmreeks, met een opbrengst van 15,8 miljoen Amerikaanse dollar.